# رادو پلان
رادو بالا یا روستای حاجی شیرمحمدپاهنگ بازار، روستایی در دهستان پلان بخش پلان شهرستان چابهار در استان سیستان و بلوچستان ایران است.

## جمعیت
بر پایه سرشماری عمومی نفوس و مسکن در سال ۱۳۹۵، جمعیت این روستا برابر با ۵۳۸ نفر (۱۸۴ خانوار) بوده‌است.